# حم
الحَمّ أو الحُمّيمة أو خَصيان الجمل أو كُرُنْب الجمل (باللاتينية: Moricandia) جنس نباتي يتبع الفصيلة الكرنبية ويضم أربعة عشر نوعا مقبولا، ينمو بعضها في الوطن العربي.

## من أنواع الحمالواطنةفي الوطن العربي
- الحم الحقلي (باللاتينية: Moricandia arvensis) في المغرب العربي
- الحم السينائي (باللاتينية: Moricandia sinaica) في مصر وجنوب الشام
- الحم الشجيري (باللاتينية: Moricandia suffruticosa) في المغرب العربي
- الحم الشوكي (باللاتينية: Moricandia spinosa) في المغرب العربي
- حم فولي (باللاتينية: Moricandia foleyi) في المغرب العربي
- الحم اللامع (باللاتينية: Moricandia nitens) في بلاد الشام ومصر والمغرب العربي